# Barasingha
Cervus duvaucelii
Espèce
Synonymes
Cervus duvaucelii Cuvier, 1823
Statut de conservation UICN

 VU C1 : Vulnérable
Statut CITES
Le barasing(h)a ou cerf de Duvaucel ou cerf des marais (Rucervus duvaucelii ou Cervus duvaucelii) est un cervidé de l'Inde et du Népal.

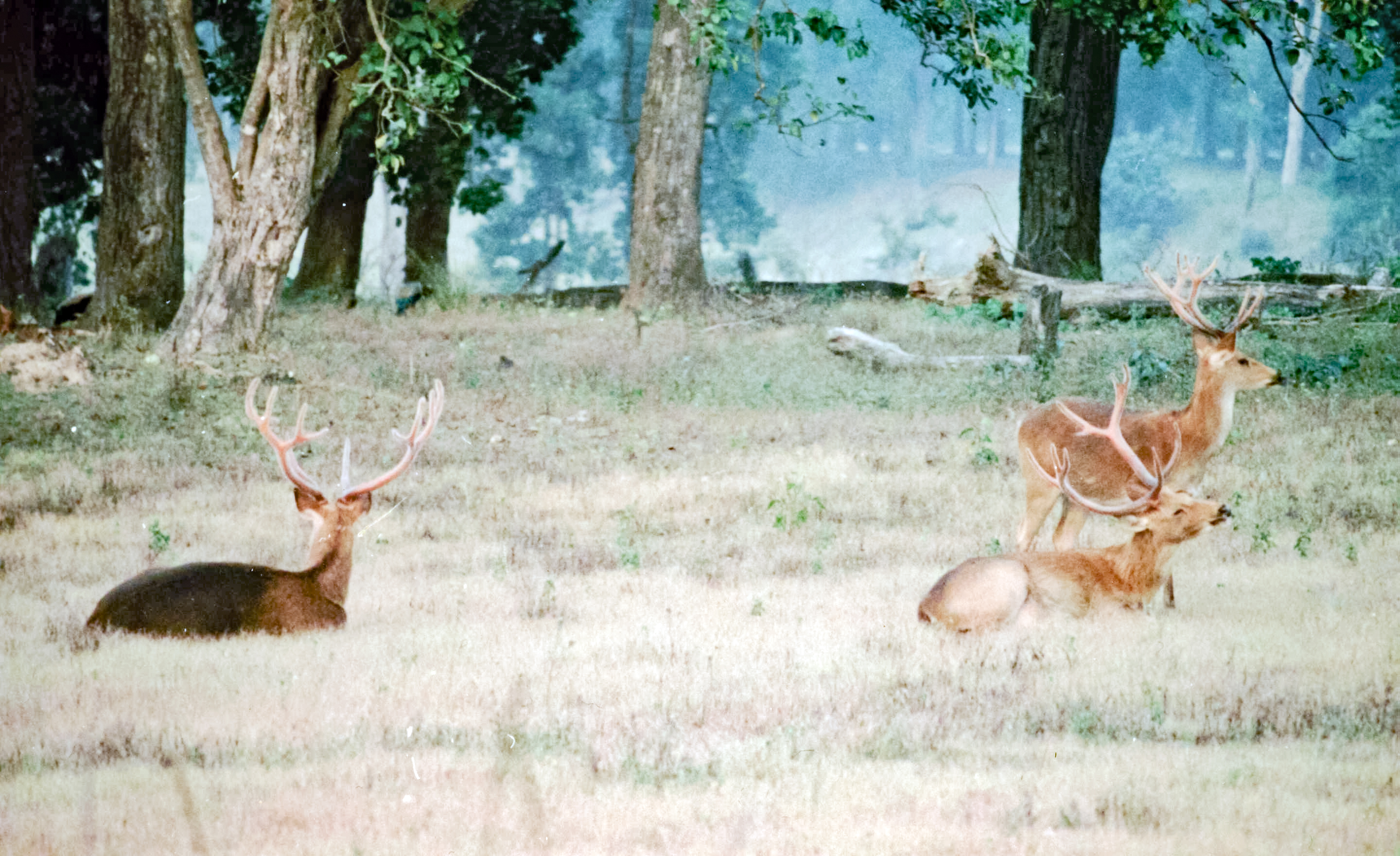
Cervus duvaucelii branderi dans le parc national de Kanha

Le nom de cette espèce rappelle celui d'Alfred Duvaucel (1793-1825), naturaliste français.

## Morphologie
Les caractéristiques morphologiques du Barasingha sont les suivantes :
- longueur du corps :
- longueur de la queue :
- hauteur au garrot : 1,00 à 1,30 m
- hauteur à la tête: 1,50 / 1,80 m
- poids adulte : 70 à 180 kg.

## Physiologie
Le Barasingha présente les caractéristiques suivantes :
- maturité sexuelle :
- gestation :
- nombre de jeunes / portée :
- nombre de portées / an : 1
- longévité
  - libre :
  - captif :

## Régime alimentaire
Cet animal est herbivore, comme tous les cervidés.

## Prédateurs
C'est un cerf vulnérable, qui a l'habitude de se tenir en harde nombreuse. La harde est conduite par une femelle expérimentée et se compose de biches et de faons d'âges différents.
Les mâles vivent en solitaire toute l'année jusqu'à la période de reproduction où ils rejoignent les hardes de femelles. Ils se livrent alors à de terribles combats pour la possession d'une harde.
Au lieu de se cacher et de chercher refuge au plus profond de la jungle, le barasingha préfère rester toute la journée dans des grandes prairies humides ou dans les marécages ou encore en lisière de forêts. De ce fait, ce cerf diurne et trop peu méfiant est victime d'une chasse abondante.
Le barasingha peut courir à 50 km/h pour échapper à ses prédateurs, mais ce n'est pas suffisant face à un tigre qui court à la même vitesse, ou à une panthère léopard qui court à 60 km/h.

## Répartition
Le barasingha se rencontre en Inde et au Népal.

## Sous-espèces
- Cervus duvaucelii duvaucelii

Régions humides de l'Inde (Uttar Pradesh) et du Népal (Kanchanpur) : de grandes populations de cette sous-espèce (plus de 1 000 individus sont présentes dans le Parc national royal de Shukla Phanta.
- Cervus duvaucelii branderi

Régions plus sèches et herbeuses du Madhya Pradesh en Inde, en particulier dans les parcs nationaux de Kanha et Indravati.
- Cervus duvaucelii ranjitsinhi

Sous-espèce la plus orientale, endémique de l'Assam (Manas et Kaziranga).